# Jerzy Wyrobek
Jerzy Wyrobek (19. prosince 1949, Chořov – 26. března 2013, Sosnovec) byl polský fotbalista, obránce. Po skončení aktivní kariéry působil jako trenér. V roce 1989 byl vyhlášen nejlepším polským fotbalovým trenérem.

## Fotbalová kariéra
Začínal v týmu Zagłębie Wałbrzych, se kterým v roce 1968 postoupil do polské Ekstraklasy, kde dále hrál za Ruch Chorzów. Celkem nastoupil ve 289 ligových utkáních a dal 5 gólů. S Ruchem získal tři mistrovské tituly a jednou vyhrál polský fotbalový pohár. V Poháru mistrů evropských zemí nastoupil v 6 utkáních a v Poháru UEFA nastoupil v 18 utkáních. Kariéru končil v německých nižších soutěžích v TuS Schloß Neuhaus a SC Paderborn 07. Za reprezentaci Polska nastoupil v letech 1970-1977 v 15 utkáních a dal 1 gól.

## Ligová bilance
| Ročník                                  | Zápasy | Góly | Klub               |
| --------------------------------------- | ------ | ---- | ------------------ |
| 2. polská liga 1967/68                  | -      | -    | Zagłębie Wałbrzych |
| Ekstraklasa 1968/69                     | 25     | 0    | Zagłębie Wałbrzych |
| Ekstraklasa 1969/70                     | 25     | 0    | Ruch Chorzów       |
| Ekstraklasa 1970/71                     | 23     | 0    | Ruch Chorzów       |
| Ekstraklasa 1971/72                     | 25     | 0    | Ruch Chorzów       |
| Ekstraklasa 1972/73                     | 26     | 0    | Ruch Chorzów       |
| Ekstraklasa 1973/74                     | 24     | 0    | Ruch Chorzów       |
| Ekstraklasa 1977/75                     | 28     | 2    | Ruch Chorzów       |
| Ekstraklasa 1975/76                     | 16     | 0    | Ruch Chorzów       |
| Ekstraklasa 1976/77                     | 29     | 2    | Ruch Chorzów       |
| Ekstraklasa 1977/78                     | 28     | 1    | Ruch Chorzów       |
| Ekstraklasa 1978/79                     | 1      | 0    | Ruch Chorzów       |
| Ekstraklasa 1979/80                     | 16     | 0    | Ruch Chorzów       |
| Ekstraklasa 1980/81                     | 20     | 0    | Ruch Chorzów       |
| Ekstraklasa 1981/82                     | 3      | 0    | Ruch Chorzów       |
| 2. německá fotbalová Bundesliga 1982/83 | 24     | 0    | TuS Schloß Neuhaus |
| CELKEM Ekstraklasa                      | 289    | 5    |                    |